# Cyklokorytnička
Cyklokorytnička je cyklistická trasa spojující Ružomberok s Korytnicou v okrese Ružomberok na Slovensku. Je vybudovaná převážně na tělese zaniklé úzkorozchodné železniční trati.
Cyklokorytnička vznikla jako naučně-relaxační cyklotrasa údolím Revúcké doliny, oddělující Velkou Fatru od Nízkých Tater. Trasa je svým charakterem nenáročná a vyhovuje i rodinám s dětmi (pozor však na místa, kde cyklotrasa křižuje silnici I/59). Průjezd je doporučený na horském kole (a na vlastní odpovědnost). Na cyklotrase bylo osazeno několik tabulí s informacemi o historii původní železnice a s informacemi o okolní krajině. Cíl trasy je v Korytnici, která je známá svými minerálními prameny. Občerstvení kolem trasy se nachází také v Liptovské Osadě, na Podsuché, v Bielym Potoku a v Ružomberku. Trasa měří 23 km s převýšením 400 m.

## Historie
V roce 1908 byla v Revúckém údolí zprovozněna úzkorozchodná místní železniční trať z Ružomberka, ležícího na trase Košicko-bohumínské železnice do lázeňské osady Korytnica. Trať byla v provozu do roku 1974, kdy byla zrušena a kolejový svršek byl postupně snesen.
Pro cykloturisty byla trasa z Ružomberka po Liptovskou Osadu částečně upravena v roce 2001. Od Liptovské Osady až po Korytnicu byla postupně upravována a budována od konce roku 2015 a na jaře 2016. Otevřená byla v 11. června 2016.

## Trasa
1. Ružomberok (ul. Šoltésovej, směr Banská Bystrica)
2. Biely Potok
3. Jazierce
4. Podsuchá
5. Liptovská Osada
6. Patočiny
7. Korytnica Kúpele